# Чаубиси
Чаубиси (непальск. चौबिसी राज्य: «24 [княжества]») — конфедерация княжеств, сложившаяся в XVI веке в бассейне реки Кали-Гандак и огромного числа её притоков. Подавляющее количество князей конфедерации представляли собой выходцев из касты раджпутов. Вплоть до конца XVIII века руководство конфедерации придерживалось политики индуизации и кастеизации. Княжества Чаубиси отличались достаточно интенсивным уровнем развития социально-политических процессов. Так, брахманы и чхетри активно осваивали обширные территории княжества Макванпур.
Во второй половине XVII — первой половине XVIII веков конфедерация принимала участие в борьбе за власть в Макванпуре, по территории которого проходили значимые торговые пути в Индию. В 1740-х годах Чаубиси, обеспокоенная активной политикой собирания земель, проводившейся князьями Горкхи в восточной части Непала, начала военные действия против княжества, однако в 1754 году, в ходе сражения при Сиранчоке, её войска были разгромлены. В 1764 году конфедерация вновь потерпела поражение. Покорив долину Катманду, Притхвинараян принял решение подчинить себе Чаубиси, но был вынужден прекратить военные действия против конфедерации после поражения 1772 года. Окончательно гуркхи покорили её лишь в 1786 году.